# Impero Sikh
L'Impero Sikh (in lingua punjabi ਖ਼ਾਲਸਾ ਰਾਜ, Khālsā Rāj) fu un impero del subcontinente indiano la cui sovranità si estese, sul Punjab, tra il 1799 e il 1849. Venne fondato dai Khālsā, un ordine cavalleresco dei Sikh, da Ranjit Singh ed ebbe origine dal declino dell'Impero Moghul.

## Confederazione sikh
Il periodo che era andato dal 1710 al 1799 fu un periodo politico e militare particolarmente turbolento nella regione del Punjab, causato dal declino generale dell'Impero Mughal che lasciò un vuoto di potere nella regione, infine riempito dai Sikh del Khālsā, che significa "Esercito dei Khālsā" o "partito dei Khālsā", verso la fine del XVIII secolo, dopo una serie di disfatte patite per mano degli Afghani dell'Impero Durrani e dei loro alleati indiani, relitti dell'Impero Mughal e della loro amministrazione, come gli alleati hindu dei Mughal delle colline Sivalik, e di realtà islamiche locali.

## Storia e dissoluzione

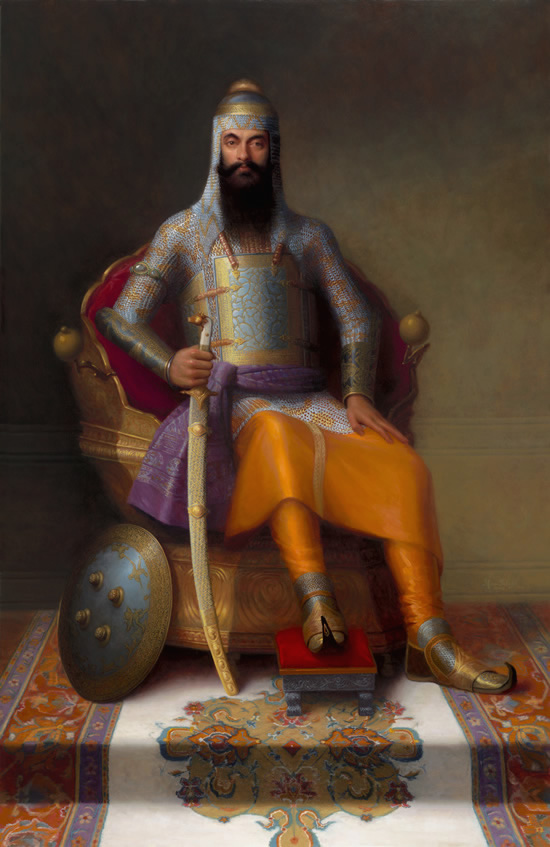
Ritratto di Ranjit Singh.

Ranjit Singh venne incoronato il 12 aprile 1801 da Sahib Singh Bedi, durante il Vaisakhi (festa di commemorazione della fondazione dell'ordine cavalleresco sikh dei Khālsā), creando uno Stato politico unificato dei sikh. Ciò condusse a una modernizzazione della sua politica militare, con grande attenzione riservata all'esercito e all'artiglieria.
Al massimo della sua potenza, nel XIX secolo, si estendeva dal passo Khyber ad ovest al Kashmir a nord e dal Sindh a sud al Tibet ad est. Dopo la morte di Singh, nel 1839, l'impero si indebolì a causa di divisioni interne e cattiva gestione politica. Nel 1849, lo Stato si dissolse a seguito delle disfatte militari nella prima e nella seconda guerra anglo-sikh, suddividendosi in vari stati principi e nella provincia inglese del Punjab.

## Suddivisioni
L'Impero Sikh era diviso in quattro province: Lahore, Multan, Peshawar e Kashmir, dal 1799 al 1849.

## Elenco dei regnanti
| S. No. | Nome                               | Ritratto | Nascita e Morte  | Nascita e Morte   | Regno             | Regno             | Regno               | Note                                                        | Note            |
| ------ | ---------------------------------- | -------- | ---------------- | ----------------- | ----------------- | ----------------- | ------------------- | ----------------------------------------------------------- | --------------- |
| 1      | Maharaja Ranjit Singh              |          | 13 Novembre 1780 | 27 Giugno 1839    | 12 Aprile 1801    | 27 Giugno 1839    | 38 anni e 76 giorni | Il primo regnante Sikh                                      | Morte in carica |
| 2      | Maharaja Kharak Singh              |          | 22 Febbraio 1801 | 5 Novembre 1840   | 27 Giugno 1839    | 8 Ottobre 1839    | 0 anni e 103 giorni | Figlio di Ranjit Singh                                      |                 |
| 3      | Maharaja Nau Nihal Singh           |          | 11 Febbraio 1820 | 6 Novembre 1840   | 8 Ottobre 1839    | 6 Novembre 1840   | 1 anno e 29 giorni  | Figlio di Kharak Singh                                      | Assassinato     |
| 4      | Maharani Chand Kaur Template:Small |          | 1802             | 11 Giugno 1842    | 6 Novembre 1840   | 18 Gennaio 1841   | 0 anni e 73 giorni  | Moglie di Kharak Singh e l'unica regnante donna dell'impero | Abdicato        |
| 5      | Maharaja Sher Singh                |          | 4 Dicembre 1807  | 15 Settembre 1843 | 18 Gennaio 1841   | 15 Settembre 1843 | 2 anni e 240 giorni | Figlio di Ranjit Singh                                      | Assassinato     |
| 6      | Maharaja Duleep Singh              |          | 6 Settembre 1838 | 22 Ottobre 1893   | 15 Settembre 1843 | 29 Marzo 1849     | 5 anni e 195 giorni | Figlio di Ranjit Singh                                      | Deposto         |
| —      | Maharani Jind Kaur                 |          | 1817             | 1 Agosto 1863     | 15 Settembre 1843 | 29 Marzo 1849     | 5 anni e 195 giorni | Moglie di Ranjit Singh                                      | Deposto         |